# Zora Holt
Zora Holt (* 8. Juli 1975 in Berlin) ist eine deutsche Schauspielerin und Drehbuchautorin.

## Beruflicher Werdegang
Erstmals spielte Holt 1997 für die deutsche Fernsehserie Gute Zeiten, schlechte Zeiten für insgesamt fünf Folgen mit. Von 1999 bis 2001 spielte sie in der nicht allzu bekannten deutschen Krankenhausserie Klinikum Berlin Mitte – Leben in Bereitschaft die Lernschwester Maria. Ab 2002 war sie regelmäßig in bekannten deutschen Fernsehserien, wie etwa Der Landarzt oder Wolffs Revier zu sehen. Mit Suck My Dick wurde 2001 auch der erste Kinofilm mit Holts Beteiligung gedreht. 2007 erhielt sie eine Rolle für den Film Keinohrhasen, der sich als finanzieller Erfolg erwies. Schon im darauffolgenden Jahr spielte sie erneut in einem Til-Schweiger-Film mit, diesmal in 1½ Ritter – Auf der Suche nach der hinreißenden Herzelinde, in dem sie Brunhilde spielte. 2009 füllte Holt die Rolle der Akkiz in Die ProSieben Märchenstunde aus.
Auf Anregung ihres Ehemannes Ralph Herforth schrieb Zora Holt für die seit 2006 in loser Folge ausgestrahlte ZDF-Krimireihe Unter anderen Umständen das Drehbuch für die Episode Mord im Watt, die mit ihrem Ehemann und Natalia Wörner in den Hauptrollen verfilmt und 2011 im ZDF ausgestrahlt wurde.

## Privatleben
Zora Holt ist seit Juli 2011 mit dem Schauspieler Ralph Herforth verheiratet. Sie haben einen Sohn (* August 2011) und eine Tochter (* August 2013). Herforth hat zwei weitere Söhne aus einer früheren Beziehung. Sie wohnen im Ortsteil Klosterheide von Lindow (Mark) im Landkreis Ostprignitz-Ruppin.

## Filmografie (Auswahl)

### Als Schauspielerin
- 1997: Gute Zeiten, schlechte Zeiten (Fernsehserie)
- 2000: Scharf aufs Leben (Fernsehfilm)
- 2001: Suck My Dick
- 2001: Davon stirbt man nicht
- 2002: Tierarzt Dr. Engel, 6. Staffel (Fernsehserie)
- 2002: Der Landarzt (Fernsehserie)
- 2003: Wilde Engel, 2. Staffel (Fernsehserie)
- 2003: Die Wache (Fernsehserie)
- 2003: SOKO Leipzig (Fernsehserie)
- 2004: Mogelpackung Mann (Fernsehfilm)
- 2004: Agnes und seine Brüder
- 2005: Wolffs Revier (Fernsehserie)
- 2005: Keine Lieder über Liebe
- 2005: Kampfansage – Der letzte Schüler
- 2005: Der Bulle von Tölz: Liebesleid
- 2005: Pauvre diable
- 2006: SOKO Kitzbühel (Fernsehserie)
- 2007: Keinohrhasen
- 2008: Alter vor Schönheit
- 2008: Gefühlte XXS – Vollschlank & frisch verliebt
- 2008: SOKO Wismar (Fernsehserie)
- 2008: Der Weltenbauer
- 2008: 1½ Ritter – Auf der Suche nach der hinreißenden Herzelinde
- 2009: Der Typ, 13 Kinder & ich
- 2009: Nachtschicht – Blutige Stadt (Fernsehserie)
- 2009: Die ProSieben Märchenstunde (Fernsehserie)
- 2009: Baby frei Haus (Fernsehfilm)
- 2011: Nachtschicht – Ein Mord zu viel
- 2012: Schief gewickelt (Fernsehfilm)
- 2012: Alleingang (Fernsehfilm)

### Als Drehbuchautorin
- 2011: Unter anderen Umständen: Mord im Watt
- 2013: Unter anderen Umständen: Der Mörder unter uns
- 2021: In Wahrheit: In einem anderen Leben
- 2022: Polizeiruf 110: Black Box
- 2022: In Wahrheit: Unter Wasser
- 2022: Unter anderen Umständen: Mutterseelenallein
- 2023: Unter anderen Umständen: Dämonen